# Drehn wir noch’n Ding
Drehn wir noch’n Ding ist eine US-amerikanische Filmkomödie aus dem Jahr 1975 mit Sidney Poitier und Bill Cosby in den Hauptrollen. Die Regie führte Sidney Poitier. Der Film ist bis auf wenige Ausnahmen sowohl in den Haupt- als auch den Nebenrollen mit afroamerikanischen Schauspielern besetzt. Die Erstausstrahlung im deutschen Fernsehen fand am 16. Oktober 1983 im ZDF statt.

## Handlung
Die Handlung beginnt in Atlanta: Clyde Williams und Billy Foster sind einfache Arbeiter und Mitglieder der Sekte Brüder und Schwester von Shaka. Diese Sekte ist vom Bankrott bedroht; und die beiden sehen es als ihre moralische Pflicht an, Geld aufzutreiben. Sie beschließen mit Hilfe von Hypnose, einen Boxkampf in New Orleans zu manipulieren. Beide verkleiden sich als Gangster und setzen bei zwei Unterweltbossen ihre Ersparnisse auf den krassen Außenseiter Bootney Farnsworth. Dieser wird daraufhin von Clyde heimlich hypnotisiert; und ihm wird weisgemacht, dass er ein großartiger Boxer sei. Derartig motiviert besiegt er den Titelverteidiger "40th Street Black". Clyde und Foster kassieren ab und fahren nach Atlanta zurück.
Allerdings kommt ihnen einer der beiden Unterweltbosse auf die Schliche, stöbert sie auf und zwingt sie, nach New Orleans zu kommen und noch einmal einen Kampf zu manipulieren. Sie fahren dorthin; aber es gelingt ihnen nicht, Bootney noch einmal zu hypnotisieren. Sie entschließen sich, einen neuen Trick zu probieren und beide rivalisierende Gangsterbanden gegeneinander auszuspielen.

## Weiteres
- George Foreman spielt in einer kurzen Nebenrolle einen Arbeitskollegen Bill Cosbys, der diesen zu einem Kampf herausfordert.
- Der Rapper The Notorious B.I.G. entlehnte seinen Alias-Namen, Biggie Smalls, von dem von Calvin Lockhart gespielten Charakter. Wegen Namensrechten durfte der Name nicht offiziell verwendet werden.
- Die Hip-Hop-Gruppe Camp Lo nannte ihr zweites Album Let’s Do It Again, als eine Hommage an diesen Film.
- Der Musiker Fonzworth Bentley wurde bei der Wahl seines Künstlernamens durch Jimmie Walkers Charakter, Bootney Farnsworth beeinflusst.[1]

## Kritiken
„(…) action- und gagreicher Film voll flippiger Einfälle; durch Poitier/Cosby ein sehenswerter Beitrag zum „schwarzen Humor“. (Wertung: 2½ von 4 möglichen Sternen – überdurchschnittlich)“